# 70449 Gruebel
70449 Gruebel è un asteroide della fascia principale. Scoperto nel 1999, presenta un'orbita caratterizzata da un semiasse maggiore pari a 2,3595666 UA e da un'eccentricità di 0,1476856, inclinata di 1,63021° rispetto all'eclittica.